# Syneches subvittatus
Syneches subvittatus är en tvåvingeart som beskrevs av Yang och Yao 2007. Syneches subvittatus ingår i släktet Syneches och familjen puckeldansflugor.
Artens utbredningsområde är Arizona. Inga underarter finns listade i Catalogue of Life.